# Pingasa eugrapharia
Pingasa eugrapharia là một loài bướm đêm trong họ Geometridae.